# Der Nachtmahr
Pour plus de détails, voir Fiche technique et Distribution.
Der Nachtmahr est un film d'horreur psychologique allemand réalisé par Achim Bornhak et sorti en 2015. Le titre et les thèmes sont inspirés du tableau Le Cauchemar du peintre suisse Johann Heinrich Füssli, qui n'a par ailleurs aucun rapport avec le film. La musicienne rock Kim Gordon (Sonic Youth) fait une courte apparition dans le rôle d'un professeur de poésie anglaise.

## Synopsis
C'est un été chaud à Berlin et Tina est en route avec des amies pour une fête nocturne dans une piscine en plein air. L'une des filles parle d'un embryon malformé conservé dans du formol qui a été montré aux élèves en cours de biologie. Elle prend Tina en photo et crée un morphing entre Tina et une photo de l'embryon à l'aide de son smartphone. Pendant la fête déjà, Tina perçoit un être informe dans la forêt, ce qui la pousse à vouloir rentrer chez elle. Arrivée à la voiture, son collier lui manque et elle en trouve des morceaux sur la route. Alors qu'elle ramasse les restes, elle est happée par une voiture qui arrive à toute vitesse et se fait projeter sur le côté. La scène rappelle de manière frappante une vidéo d'accident qu'un fêtard avait montrée aux autres peu de temps auparavant sur son smartphone. Mais apparemment, Tina n'est pas sérieusement blessée.
Plus tard, chez elle, dans son sommeil, elle continue d'être poursuivie par la créature. Ses parents ne peuvent pas voir la créature et considèrent les expériences de Tina comme un cauchemar, après que même les collaborateurs d'un service de sécurité appelés sur place n'ont pu trouver aucune trace d'un intrus.
Elle parle du monstre à son psychologue, qui lui conseille d'aller à la rencontre de la créature et de l'aborder. Après avoir éprouvé un certain dégoût au début, Tina se reprend et parle à la créature. Il s'avère qu'il existe un lien étrange entre eux deux : les douleurs ou les blessures infligées à la créature sont également subies par Tina. Elle comprend peu à peu qu'il s'agit d'une incarnation de ses peurs les plus profondes et que cette créature ne représente pas une menace, mais qu'elle a plutôt besoin de protection et d'aide. Elle l'emmène dans sa chambre et lui fournit de la nourriture.
Mais soudain, ses parents perçoivent eux aussi le monstre et sont horrifiés. La police et les médecins sont appelés. Un vétérinaire endort le monstre et, au même moment, Tina perd connaissance. La créature est emmenée à l'hôpital et examinée. Tina retourne finalement à l'école. En cours d'anglais, la classe est en train d'interpréter un texte tiré de l'œuvre Le Premier Livre d'Urizen (chapitre VI) de l'écrivain britannique William Blake, dont le contenu comporte des références à la créature cauchemardesque de Tina. Mais tout a changé. Ses anciens amis se distancient d'elle et, tandis que la créature se porte de plus en plus mal à l'hôpital, Tina s'affaiblit elle aussi. Le jour de ses 18 ans, elle découvre que ses parents prévoient de la faire interner dans un hôpital psychiatrique. Elle s'échappe et sauve le monstre de l'hôpital.
Ensemble, elles se rendent à la fête initialement prévue pour les 18 ans de Tina, qui a entre-temps eu lieu sans Tina. Sûre d'elle, elle s'y présente avec la créature sur le bras. Mais tout le monde est choqué. Ses parents arrivent et le père de Tina lance une sculpture en pierre sur le monstre. Dans un montage rapide, les expériences traumatisantes de Tina défilent à nouveau, jusqu'à l'accident de voiture du début du film. Lorsqu'elle se réveille, elle se trouve sur le siège arrière de la voiture. La créature est au volant et tous deux s'enfoncent dans la nuit.

## Fiche technique
- Titre original : Der Nachtmahr[3]
- Réalisation : Achim Bornhak (sous le nom d'« AKIZ »)
- Scénario : Achim Bornhak
- Photographie : Clemens Baumeister, Alex Bloom
- Montage : Achim Bornhak, Philipp Virus, Anna-Kristin Nekarda
- Musique : Steffen Kahles, Christoph Blaser
- Production : Amir Hamz, Achim Bornhak, Christian Springer, Simon Rühlemann
- Société de production : OOO-Films GbR (Stuttgart)
- Pays de production :  Allemagne
- Langues originales : allemand
- Format : couleurs
- Genre : film d'horreur psychologique
- Durée : 92 minutes
- Dates de sortie :
  - Italie : 26 mars 2015
  - France : 22 février 2017 (diffusion sur Arte)

## Distribution
- Carolyn Genzkow : Tina
- Sina Tkotsch : Barbara
- Lynn Femme : Moni
- Lucia Luciano : Julia
- Arnel Taci : Kevin
- Aram Arami : Rachid
- Moritz Leu : Pascal
- Wilson Gonzalez Ochsenknecht (de) : Adam
- Nura Habib Omer : Ashley
- Julika Jenkins : Vera Petersen
- Arnd Klawitter : Daniel Petersen
- Uwe Preuss : Agent de sécurité 1
- Hagen Stoll : Agent de sécurité 2
- Alexander Scheer : Psychiatre
- Sabrina Noack : Infirmière
- Vanessa Most : Fille
- Erich Dierks : Léonard
- Niels Bormann : Gorland
- Franziska Müller-Degenhardt : Madame Gorland
- Michael Epp : Policier Schonrath
- Oli Bigalke : Vétérinaire
- Detlef Bothe : Médecin
- Kim Gordon : Professeur d'anglais
- Til Schindler : Tom
- Milton Welsh : Voix de la télévision